# Berggalago
De berggalago (Paragalago orinus) is een zoogdier uit de familie van de galago's (Galagidae). De wetenschappelijke naam van de soort werd voor het eerst geldig gepubliceerd door Lawrence & Washburn in 1936.

## Voorkomen
De soort komt voor in Kenia en Tanzania.